# リビルド
リビルド（英：rebuild）は、言葉の一つ。

## 概要
リビルドとは（建物）を改築する、再建する、（機械類を）を組み立て直す、（社会など）を改造する、（希望・自身）を取り戻すなどを意味する。
転じて、オーバーホール(必要に応じクリーニング、再塗装なども)等を施し付加価値を高めた中古品及びその製造行為(後述)を指すこともある。

## 自動車業界でのリビルド
文字通り事故、故障等で廃車となった部品、車体より使用可能な部品を外し、正規品同様の性能を確保するために組み直す修復作業の事。
組み終わった物ないしその過程でアフターマーケットを利用し、リビルド終了後同マーケット上で再流通する。
単位としては、エンジン、トランスミッション/トランスアクスル、デフ、スターターモーター、オルタネーター、エアコンコンプレッサーなど、アッセンブリー単位での作業を指すことが多い。